# Randa (Djibouti)
Pour les articles homonymes, voir Randa (homonymie).
Randa est une ville au nord de la république de Djibouti, chef lieu du canton homonyme. Elle est située dans la région de Tadjourah, dans le massif du Day, à 800 mètres d'altitude.
La ville est traversée par la nationale 11.
Les localités alentour sont : Balho, Dorra, Assa Gaila, Tadjourah, Medeho, Airolaf et Bankouale.